# Dagny (cantante)
Dagny, pseudonimo di Dagny Norvoll Sandvik (Tromsø, 23 luglio 1990), è una cantante norvegese.

## Biografia
Dagny è figlia della cantante Marit Sandvik e del musicista jazz Øystein Norvoll. Nel 2016 ha ottenuto un contratto discografico internazionale con la Universal Music grazie ad un'esibizione a New York a cui ha assistito il talent scout Rob Stevenson. Il suo EP di debutto Ultraviolet è uscito nello stesso anno. I suoi due singoli del 2016, Backbeat e Fool's Gold, sono stati certificati disco d'oro dalla IFPI Norge per aver venduto più di 30 000 copie ciascuno a livello nazionale, mentre Wearing Nothing e Love You Like That, pubblicati l'anno successivo, sono entrambi disco di platino con oltre 60 000 vendite.
Nel 2018 Dagny ha collaborato con il team di produttori EDM SeeB come vocalista per il singolo Drink About, che ha raggiunto il 2º posto nella classifica norvegese e il 25º in quella svedese. È co-autrice del singolo Never Really Over di Katy Perry, uscito nel 2019, che contiene un campionamento della sua Love You Like That. Ad ottobre 2020 è uscito il suo album di debutto Strangers/Lovers, certificato doppio platino dalla IFPI Norge con oltre 40 000 unità vendute in madrepatria.

## Discografia

### Album in studio
- 2020 – Strangers/Lovers
- 2024 – Elle

### EP
- 2016 – Ultraviolet

### Singoli
- 2011 – Vindens farver (con i Vishnu)
- 2016 – Backbeat
- 2016 – Fool's Gold (feat. Børns)
- 2017 – Wearing Nothing
- 2017 – More More More
- 2017 – Love You Like That
- 2018 – That Feeling When
- 2018 – Used to You
- 2018 – Landslide
- 2019 – Hit Your Heart (con Steve Aoki)
- 2020 – Come Over
- 2020 – Somebody
- 2020 – It's Only a Heartbreak
- 2021 – Bad (con Rat City)
- 2021 – Pretty (con Astrid S)
- 2022 – Brightsider
- 2022 – Highs & Lows
- 2023 – Heartbreak in the Making
- 2023 – Same Again (for Love)
- 2023 – Ray-Bans
- 2024 – Something Beautiful (con gli Jung)
- 2024 – Strawberry Dream

#### Come artista ospite
- 2010 – My Command (Kohib feat. Dagny)
- 2012 – So Good (Kohib feat. Dagny)
- 2017 – Man in the Moon (LCAW feat. Dagny)
- 2017 – Summer of Love (NOTD feat. Dagny)
- 2018 – Drink About (SeeB feat. Dagny)
- 2018 – Turn (The Wombats feat. Dagny)
- 2020 – Anyone Else (Matilda feat. Dagny)